# Itatí Cantoral
Itati Cantoral (ur. 13 maja 1975) – meksykańska aktorka filmowa.

## Życie prywatne
Córka meksykańskiego kompozytora Roberto Cantoral i Itatí Zucchi. Była dwukrotnie zamężna. Najpierw z aktorem Eduardo Santamarina (1999–2004), następnie z producentem Carlos Alberto Cruz (2007–2018).

## Wybrana filmografia

### Telenowele
- 1995: Maria z przedmieścia jako Soraya Montenegro de la Vega Montalban[4][5]
- 2006: Wdowa w bieli jako Alicia Guardiola

### Filmy
- 2006: Dość całowania żab jako Ceci

### Dubbing hiszpański
- 2004: Thunderbirds jako Lady Penelope (głos)[6][7]

## Nagrody

### Premios TVyNovelas (Meksyk)
| Rok  | Kategoria                     | Telenowela                     | Wynik     |
| ---- | ----------------------------- | ------------------------------ | --------- |
| 2010 | Najlepsza aktorka             | Hasta que el dinero nos separe | Wygrana   |
| 2002 | Najlepsza antagonistka        | Sin pecado concebido           | Wygrana   |
| 1996 | Najlepsza antagonistka        | Maria z przedmieścia           | Wygrana   |
| 1994 | Najlepsza aktorka młodzieżowa | Dos mujeres, un camino         | Nominacja |
| 1993 | Najlepsza aktorka młodzieżowa | De frente al Sol               | Nominacja |

### People en Español
- Lista „50 najpiękniejszych” wg magazynu People en Español (2015)[12]
- Lista „50 najpiękniejszych” wg magazynu People en Español (2011)[13]